# Loi du 4 mars 1870 sur le temporel des cultes
La loi du 4 mars 1870 sur le temporel des cultes (Belgique), est issue d’une volonté de stopper un conflit qui touche l’ensemble de la société sur base confessionnelle. Aujourd’hui encore, cette loi reste le bilan du gouvernement Frère-Orban.
C’est une loi qui a traversé les époques subissant quelques modifications lui permettant de reconnaître les nouveaux cultes sans pour autant s’adapter aux nouvelles tendances cultuelles. C’est le législateur fédéral qui accrédite les organisations confessionnelles reconnues qui peuvent bénéficier du financement public.

## Fondements historiques et politiques du temporel des cultes

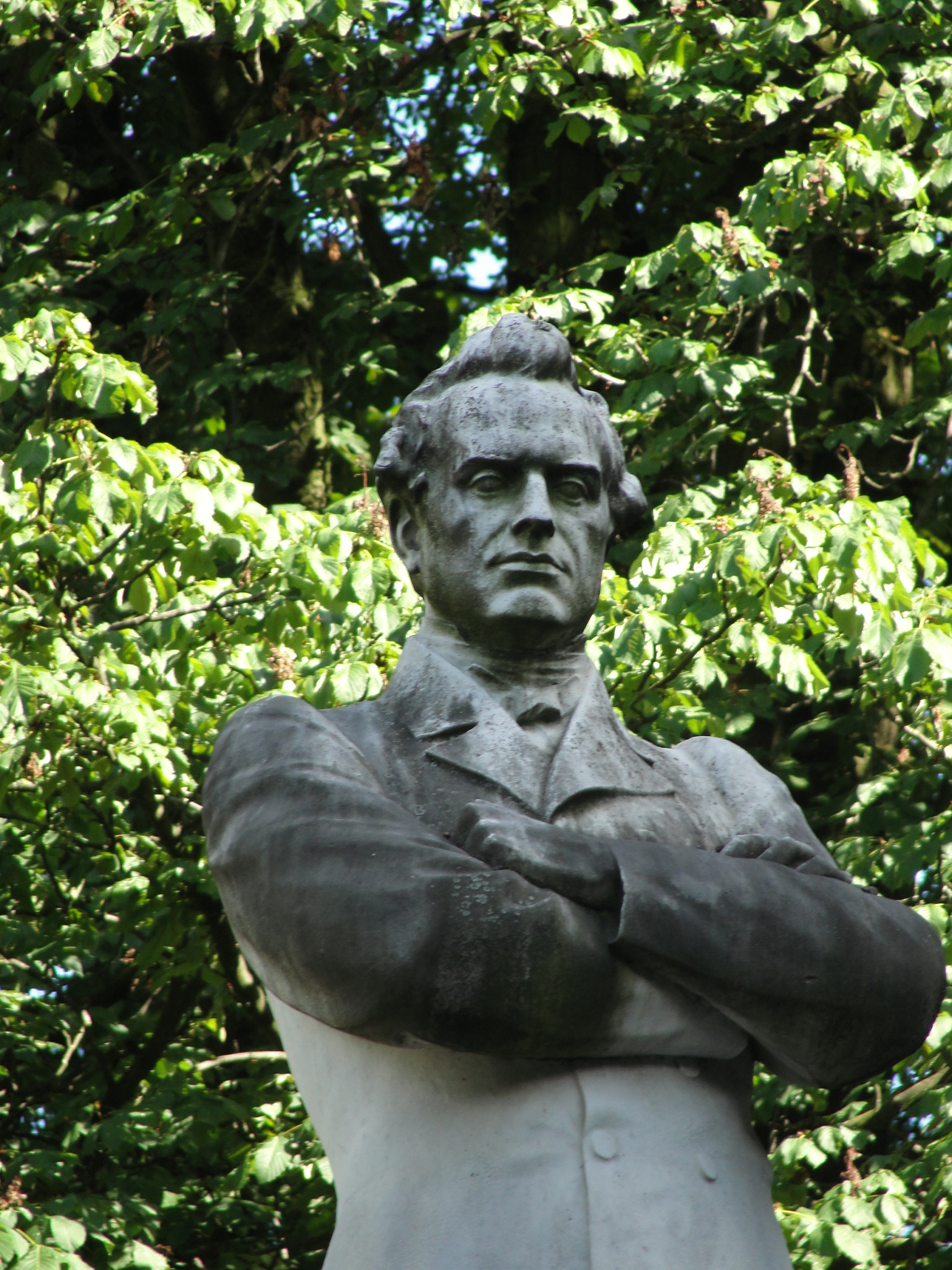
Statue de Walthère Frère-Orban.

### Fondements historiques
Napoléon en tant que premier consul de la République conclut le 15 juillet 1801 un traité avec le pape Pie VII, rendant le culte à nouveau public toutefois sur une surveillance étroite des autorités. Ce régime concordataire de Napoléon perdura avec de légères mutations conservé dans les articles 10, 11 et 181 de la constitution belge. L’article 181 établi la nature privée des multiples groupements humains qui exercent au moyen de personnes organisées et biens affectées et dont il assure l’autonomie contre toute ingérence de l’État. Certains de ces cultes sont jugés utiles à l’intérêt général par le législateur qui dans le respect de la reconnaissance qu’il leur octroie, s’engage à les aider matériellement.

### Fondements politiques
En 1870, Frère-Orban est premier ministre, fondateur du parti libéral, prendra la tête d’un gouvernement après plusieurs désaccords avec Charles Rogier anciennement premier ministre et donc leader du parti. Walthère Frère-Orban est facilement désigné autocrate et opposant à un suffrage universel. Dans un gouvernement homogène de libéraux, il doit se forcer d’apaiser les tensions. C’est une période ininterrompu des libéraux qui ont face à eux un camp catholique peu homogène.

## Loi du 4 mars 1870 et modification sur le temporel des cultes
Le temporel des cultes renvoie aux aspects matériels liés à leurs activités. Le système de financement des cultes a d’abord été appliqué aux cultes catholiques, protestants, israélites et anglicans. La gestion du temporel des cultes a été érigée dans la législation organique du 4 mars 1870 mais celle-ci a fait l’objet de quelques modifications. Le terme « Fabriques » regroupe historiquement que les cultes catholiques et orthodoxes, ainsi pour les autres cultes reconnus s’applique le terme de conseil d’administration.

### Budgets et comptes, dispositions communes aux budgets et aux comptes et tutelle des fabriques d’églises paroissiales et succursales
La fabrique transmet son budget en quadruple expédition et avec toutes les pièces à l’appui, au conseil communal, qui en délibèrera, avant de procéder au vote du budget de la commune. Le commissaire d’arrondissement reçoit du collège des bourgmestres et des échevins placés sous sa responsabilité, les documents et l’avis du conseil communal. Ainsi le commissaire transmet à son tour le tout avec ou sans ses remarques au conseil communal. Les églises qui relèvent du financement de plusieurs communes transmettent sans intermédiaire au gouverneur, les budgets et les pièces justificatives, ainsi que l’avis du conseil communal. Ainsi le gouverneur transfère les budgets des fabriques, avec toutes les pièces à l’appui, au chef diocésain qui va fixer définitivement les dépenses correspondantes à la célébration du culte et valider le budget qu’il renvoie au gouverneur. Par la suite ce budget est soumis à l’approbation de la députation permanente. Une copie de cette décision sera envoyée simultanément à l’évêque, ainsi qu’à deux administrations communales et du conseil fabricien intéressées. Le quatrième est maintenu dans les archives de la province. Le double est statué par arrêté royal motivé en cas de réclamation de la part de l’évêque ou du gouverneur ou encore des administrations concernées.
Le compte de la fabrique est transmis par le conseil de la fabrique, en quadruple expédition, avec toutes les pièces justificatives, au conseil communal, qui en délibère. Les collèges des bourgmestres et échevins soumis à la surveillance des commissaires d’arrondissement transmettent à ces derniers, les comptes des fabriques ; le tout est ensuite transmis au gouverneur, avec remarque, s’il y a lieu. Par contre, les églises qui relèvent du financement de plusieurs communes transmettent directement les mêmes documents au gouverneur. Ce dernier transmet immédiatement ledit compte au chef diocésain, qui retient définitivement les dépenses effectuées dans les limites du budget pour la célébration du culte, il approuve le surplus du compte et renvoie le tout au gouverneur. Ensuite la députation permanente approuve le compte. Trois des doubles contenant la décision de la députation sont aussitôt renvoyés, l’un à l’évêque et les deux autres aux administrations respectivement intéressées. Le quatrième double est gardé dans les archives de la province. Le double est statué par arrêté royal motivé. Tout recours doit être introduit dans les trente jours de la date du renvoi des doubles. Le trésorier est tenu de prouver sa gestion à travers un cautionnement dont le montant et la nature seront réglés par le conseil de fabrique. Le nouveau trésorier reçoit un compte de clerc à maître, il lui est remis le double du budget de l’exercice courant, une copie du tarif diocésain, un état de reprises ou des recettes à faire, le tableau des charges et fournitures non acquittées, et tous les registres de la comptabilité. Acte de cette reddition de compte et de ces remises est conservé sur le registre aux délibérations. Il en est donné information au conseil communal, à l’évêque et à la députation permanente. S’il arrive au trésorier ou ses représentants de ne pas présenter le compte à l’époque fixée, ou en cas de contestation, le compte est fixé par la députation permanente. La décision de celle-ci est notifiée aux intéressés, qui peuvent introduire un recours auprès du roi. L’encaissement de toutes sommes dues pour reliquat de compte est poursuivi par voie de contrainte attribuée par le nouveau trésorier.
Les budgets et les comptes des fabriques sont érigés conformément selon le modèle fixé par le gouvernement, après consultation de l’évêque. Si la circonscription de la paroisse ou de la succursale comprend plusieurs communes ou plusieurs parties de communes, un double du budget et du compte est transmis à chaque commune intéressée et les conseils communaux en discutent respectivement. L’administration du commun siège de l’église se charge de transmettre les pièces de la correspondance. Si le budget ou le compte n’est pas remis dans les temps, ou si la fabrique refuse de fournir les pièces ou les explications justificatives qui lui sont sollicitées par la députation permanente, le gouverneur lui adresse un avertissement par lettre recommandée et en donne avis à l’évêque diocésain ; s’il n’est obtenu aucune réponse, la fabrique ne peut plus désormais obtenir de subside ni de la commune, ni de la province, ni de l’État. Cette déchéance est constatée par le gouverneur par un arrêté qui est notifié à l’évêque, à la fabrique ainsi qu’aux administrations intéressées. La fabrique d’église ou l’évêque a la possibilité de faire appel au Roi concernant cet arrêté dans le délai de dix jours après sa notification. S’il n’est pas annulé dans les trente jours qui suivent l’appel, l’arrêté du gouverneur est irrévocable.
Le gouverneur de province dispose de la compétence de suspendre l’exécution de l’acte par lequel une fabrique d’église sort de ses attributions, viole la loi ou blesse l’intérêt général.
L’arrêté de suspension est tout de suite communiqué à la fabrique d’église, qui en prend connaissance sans délai et peut motiver l’acte suspendu, à l’autorité cultuelle compétente, au Ministre de la Justice et au Collège des bourgmestres et échevins de la commune intéressée, lorsque l’acte mène à une incidence budgétaire. Le gouverneur de province peut annuler l’acte à travers lequel une fabrique d’église viole la loi ou blesse l’intérêt général. L’arrêté d’annulation pris par le gouverneur est communiqué immédiatement aux intéressés, à l’autorité cultuelle compétente, au Ministre de la Justice et au Collège des bourgmestres et échevins, au cas où l’acte donne lieu à une incidence budgétaire. L’arrêté d’annulation du gouverneur peut être mis à néant par le Roi, sur proposition du Ministre de la Justice.
Les opérations civiles et l’acceptation des libéralités dont le montant ne dépasse pas 10 000 euros sont soumises à la tutelle générale. La liste de ces actes est transférée au gouverneur de province après chaque trimestre civil. Le Roi peut adapter ce montant à l’évolution monétaire. Après deux avertissements consécutifs constatés par la correspondance, le gouverneur de province peut charger un ou plusieurs commissaires de se présenter sur les lieux aux frais personnels des membres de la fabrique d’église en retard de fournir les renseignements ou observations demandés, ou de mettre en pratique les mesures prescrites par les lois, décrets, ordonnances, règlements généraux et arrêtés de l’État, des Communautés, des Régions et des institutions provinciales. Lorsque plusieurs commissaires sont directement envoyés, le gouverneur en informe l’autorité cultuelle compétente, le Ministère de la Justice ainsi que le Collège des bourgmestres et échevins, au cas où l’acte mène à une incidence budgétaire.
La rentrée des frais à charge des membres de la fabrique d’église est poursuivie, comme en matière de contributions directes, par le receveur de l’État, après que le gouverneur ait déclaré l’ordonnance exécutoire. Dans tous les cas, un recours est toujours possible auprès du roi. À titre d’illustration : La ville d’Andenne a introduit en vertu de cette présente loi, une demande en vue de l’annulation de l’arrêté du gouverneur de la province de Namur autorisant les travaux de restauration du presbytère de Landenne-sur-Meuse, au montant global de 948 952 francs, les frais sont mis à la charge de la fabrique d’église à concurrence de 7000 francs. Un recours est introduit en vertu de cette présente loi qui stipule que la commune dispose d’un recours au Roi contre la décision de l’autorité provinciale approuvant le budget de la fabrique, à défaut d’avoir attaqué devant le Conseil d’État. Celui-ci a jugé que la dépense ne devient obligatoire qu’à partir du moment où la fabrique d’église établit ses budgets et ses comptes de façon convenable. Finalement il a été décidé que la somme de 173,53 euros sont mis à la charge de la partie requérante à concurrence de 99,16 euros et aux frais de la partie intervenante à concurrence de 74,37 euros.

### Du budget et des comptes des fabriques de cathédrales
Lorsque la fabrique d’église cathédrale relève du financement d’une seule province, la fabrique transmet à la fois au conseil provincial intéressé, à l’organe représentatif du culte et au gouvernement une copie du compte de la fabrique accompagné d’une copie de toutes les pièces justificatives. Si on a affaire à une fabrique qui relève du financement de plusieurs provinces, une copie du compte de la fabrique est transmise avec une copie de toutes les pièces justificatives à la fois à l’ensemble des conseils provinciaux intéressés, à l’organe représentatif du culte et au gouvernement. À partir du moment où il reçoit les documents requis, l’organe représentatif du culte fixe les dépenses relatives à la célébration du culte et valide le compte pour ensuite transmettre sa décision au gouvernement. La décision de l’organe représentatif est considéré favorable s’il n’émet aucune réponse dans le délai requis. Les conseils provinciaux rendent un avis sur le compte et transmettent leur avis au gouvernement lorsqu’ils reçoivent les documents. S’ils n’émettent pas d’avis dans les délais, celui-ci est réputé favorable. L’avis est communiqué au gouvernement. Le compte de clerc à maitre est fixé par le gouvernement. Les dispositions concernant les fabriques paroissiales applicables en matière de budget et de compte sont applicables aux fabriques cathédrales. La tutelle générale sur les actes et de la tutelle coercitive sur les membres des fabriques cathédrales sont similaires à celle qui régissent les églises paroissiales et succursales.

### De la comptabilité du temporel des autres cultes reconnus ainsi que de la tutelle générale et de la tutelle coercitive
Les dispositions imputables aux fabriques d’églises paroissiales en matière de budgets et de comptes s’exercent aux institutions cultuelles des cultes anglicans, israélites et protestants. Les dispositions attribuables aux fabriques d’église cathédrale en matière de budgets et de comptes s’appliquent aux établissements cultuels des cultes orthodoxes et islamiques. En ce qui concerne la gestion des intérêts, les églises comporteront un personnel, une circonscription ainsi qu’une régie des biens. Le but est d’aider les églises dans la gestion de leurs intérêts temporels ainsi que dans leurs rapports avec l’autorité civile. Les administrations intrinsèques aux cultes islamiques et orthodoxes sont organisées de la même manière que celle prévue pour les églises sur le territoire des provinces et de l’arrondissement administratif de Bruxelles-capitale. Les rapports de l’autorité civile sont garantis par l’organe représentatif du culte islamique et l’organe représentatif de l’église orthodoxe. La création de ces administrations requiert la permission du gouvernement. Les interventions financières incombant aux communes en faveur des ministres et des administrations des cultes incombent aux provinces et à la Région de Bruxelles-capitale en ce qui concerne les cultes islamique et orthodoxe. Les dispositions correspondantes aux budgets et aux comptes et à la tutelle générale et à la tutelle coercitive sont applicables aux administrations des églises protestantes, anglicanes, et israélites aussi. Concernant la gestion de leurs intérêts temporels et leurs rapports avec l’autorité civile, ces églises sont, représentées et organisées selon la détermination du gouvernement. Cette organisation englobe la composition du personnel ; la circonscription ; et enfin la régie des biens. Les administrations propres aux cultes islamique et orthodoxe sont organisées de la manière prévue sur le territoire des provinces et de l’arrondissement administratif de Bruxelles-Capitale. Les rapports avec l’autorité civile sont garantis par l’organe représentatif du culte islamique et l’organe représentatif de l’église orthodoxe. Le Ministre de la Justice exerce la tutelle de ces administrations. Néanmoins, leurs créations et les opérations civiles qu’elles opèrent ainsi que la permission des libéralités qui leur sont octroyées, sont soumises à l’autorisation du Roi après avis des députations permanentes des conseils provinciaux concernés.
À cet égard, les demandes de création d’une administration sont renseignées au Ministre de la Justice par l’organe représentatif du culte. Les délibérations relatives aux opérations civiles et aux libéralités sont communiquées aux députations permanentes du conseil provincial qui émettent leur opinion dans le mois de cette communication. Une copie de ces délibérations est transmise au Ministre de la Justice. Les avis sont considérés favorables s’ils n’ont pas été donnés dans ce délai. Les interventions financières incombant aux communes en faveur des ministres et des administrations des cultes incombent, en ce qui concerne les cultes islamique et orthodoxe, aux provinces et à la Région de Bruxelles-Capitale.

### Disposition concernant l’arrondissement administratif de Bruxelles-Capitale
En vertu des dispositions sur le temporel des cultes, pour l’arrondissement administratif de Bruxelles-Capitale, le Gouverneur de l’arrondissement administratif de Bruxelles-Capitale, exerce les compétences attribuées au gouverneur de province et le Gouvernement et le Conseil de la Région de Bruxelles-Capitale exercent les fonctions, attribuées à la députation permanente et au conseil provincial.
Les dispositions qui ne sont pas contraires à cette loi sont les dispositions modifiées pour la Région bruxelloise par l’ordonnance du 18 juillet 2002 portant diverses réformes en vertu de la loi spéciale du 13 juillet 2001 et par l’ordonnance du 29 juin 2006 relative à l’organisation et au fonctionnement du culte islamique, les dispositions abrogées pour la Communauté flamande, pour les matières réglées par le décret du Conseil flamand du 7 mai 2004 relatif à l’organisation matérielle et au fonctionnement des cultes reconnus, les dispositions modifiées pour la Communauté germanophone par le décret du 20 décembre 2004 organisant la tutelle administrative ordinaire sur les communes de la Région de langue allemande et le décret du 30 janvier 2006 portant modification de la loi du 4 mars 1870.

### Répercussions de la loi
La quasi-totalité de la loi sur le temporel des cultes relève presque totalement de la compétence des régions. La régionalisation des lois communales et provinciales déterminé par l’accord de Lambermont a donné lieu à celle d’une partie du temporel des cultes. L’article 6, § 1, alinéa VIII, 6° de la loi spéciale sur les réformes institutionnelles du 8 août régit les domaines de compétences des régions (Flamande, Wallonne, Bruxelloise). La reconnaissance des cultes, le paiement des traitements ainsi que les pensions relèvent par contre exclusivement de la compétence fédérale.
Le financement public des cultes en Belgique cause certains problèmes. D’abord, la distribution des moyens budgétaires organisée et les 6 cultes reconnus plus la laïcité organisée est saisissante en ce que l’église catholique reçoit plus de 85 % des moyens consacrés aux cultes, ce qui ne renvoi plus à la réalité sociologique religieuse de nos jours. Ensuite, la méthode de fonctionnement des fabriques d’église et le statut hybride des ministères des cultes.